# 33929 Lisaprato
33929 Lisaprato è un asteroide della fascia principale. Scoperto nel 2000, presenta un'orbita caratterizzata da un semiasse maggiore pari a 2,4475459 UA e da un'eccentricità di 0,1607538, inclinata di 2,12591° rispetto all'eclittica.